# Lindi
Lindi er en by i den sydøstlige del af Tanzania, med et indbyggertal på 41.549 (2002). Byen er hovedstad i en region af samme navn og ligger ved kysten til det Indiske Ocean.